# Casa Almirall
La Casa Almirall és un pub situat als carrers de Joaquín Costa, 33 i de Ferlandina, 14 de Barcelona, catalogat com a establiment de gran interès (categoria E1).

## Descripció
Té un portal estret situat al xamfrà estret i un altre al carrer de Joaquín Costa. Els portals tenen emmarcaments situats arran de façana amb les portes vidrieres de línies corbes protegides per porticons que tanquen els accessos. A l'obertura del carrer de Joaquín Costa té una petita barra interior de marbre. El rètol de l'establiment, pintat sobre vidre, està situat a les llindes dels portals i aplacat a la façana dins d'un marc de fusta de línies corbes.
Conserva gran part de la decoració original, entre la qual destaca la barra realitzada amb marbre italià amb el taulell de marbre de color blanc i la resta de diferents colors. A un dels costats hi ha una figura femenina de ferro fos que representa la musa de l'Exposició Universal de Barcelona celebrada el 1888. Cal mencionar també el moble de fusta de la caixa i el moble boteller situat darrere la barra. Aquest últim és de llenguatge modernista amb emmarcaments de línies corbes i relleus de talla presentant motius florals a la part superior del moble. De l'extrem del moble boteller en sorgeix un coup de fouet de ferro forjat del qual en penja un rellotge. L'espai interior es va remodelar el 1976 adaptant la rebotida i creant un segon ambient separat per una mampara.

## Història
Va ser obert el 1860 per Joan Almirall i Morral, taverner de Sant Vicenç dels Horts que fou el primer president del Gremi de Taverners de Barcelona. A la seva mort, el seu fill Joan Almirall i Anglada heretà el negoci, però en realitat el portava era Manuel Montserrat, qui anys més tard el va adquirir.
El 2006 es van malmetre i cremar alguns dels elements exteriors com el rètol publicitari de vidre pintat.